# Iran-Armenien-Erdgaspipeline

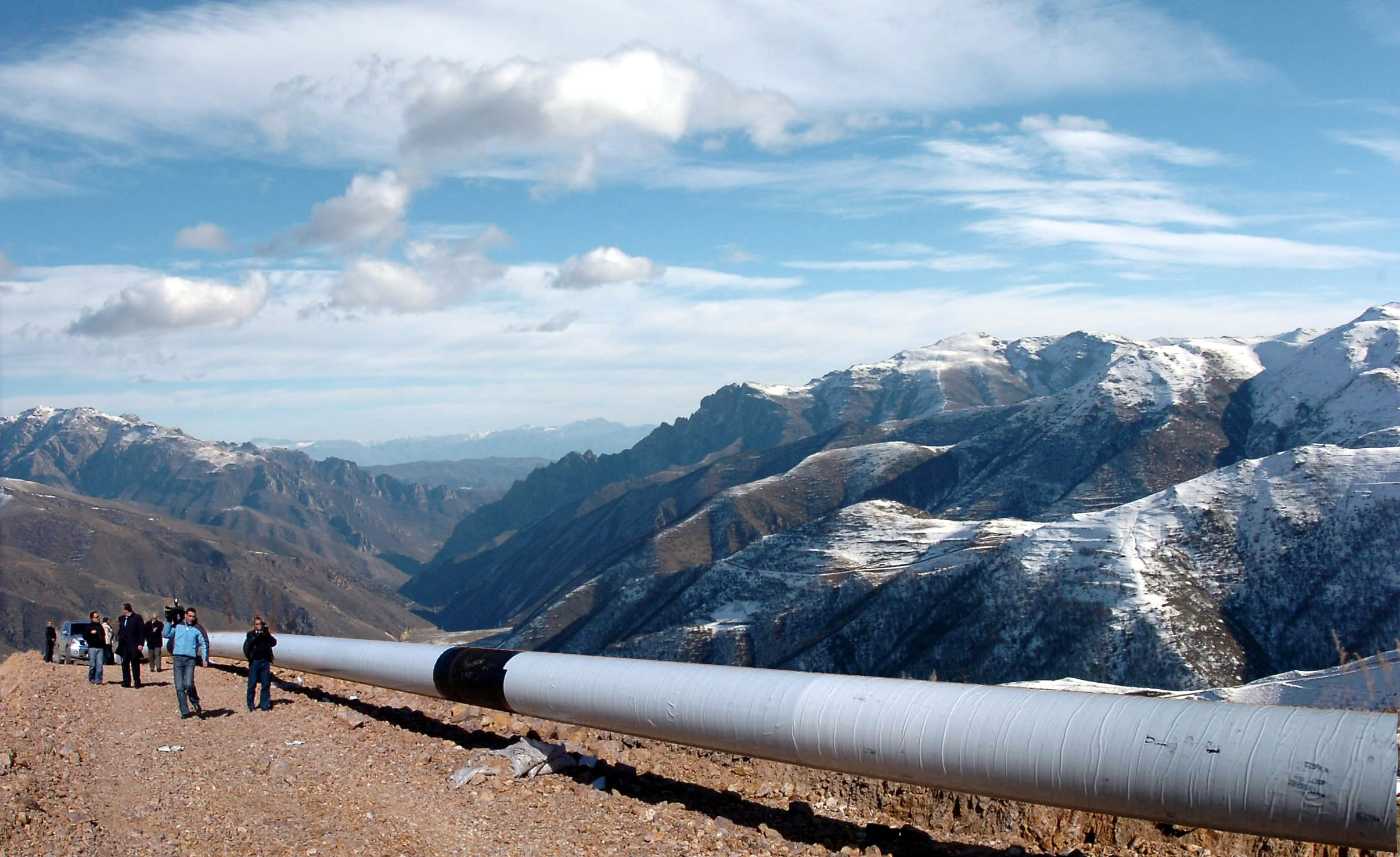
Iran-Armenien-Erdgaspipeline (2006)

Die Iran-Armenien-Erdgaspipeline ist eine 141 km lange Pipeline, die Erdgas zwischen Armenien und Iran transportiert. Der 101 km lange iranische Abschnitt verläuft zwischen Täbris und dem Grenzfluss Arax, der 40 km lange armenische Abschnitt schließt sich hier von der Grenzstadt Meghri im Süden Armeniens an und erstreckt sich bis Kadscharan. Die Leitung wurde am 19. März 2007 von den Staatspräsidenten Robert Kotscharjan und Mahmud Ahmadineschad eröffnet.

## Geschichte
Der ursprüngliche Plan sah vor, dass die Pipeline einen Durchmesser von 1420 Millimetern haben sollte; auf Druck Russlands und gegen den Willen Teherans wurde der Durchmesser auf 700 Millimeter verringert. Diese Maßnahme sollte bewirken, dass die Islamische Republik Iran mit dieser Pipeline ausschließlich den armenischen Markt bedienen und dem staatlichen russischen Unternehmen Gazprom keine Konkurrenz machen kann. Der Bau kostete rund 220 Mio. US-Dollar.
Bis 2010 flossen täglich etwa 3 Millionen Kubikmeter Erdgas durch die Pipeline, was 1,1 Mrd. m³ pro Jahr entspricht. Das Gas wird vor allem zur Gewinnung elektrischer Energie im Kraftwerk Hrasdan genutzt.
soll aber bis 2019 auf 2,3 Mrd. m³ erweitert werden, wozu die Pipeline in Armenien um weitere 197 km auf der Strecke Meghri-Kadscharan-Sisian-Dschermuk-Ararat verlängert werden muss.
Gemäß dem Vertrag zwischen den beiden Staaten bezahlt Armenien pro m³ Erdgas jeweils 3 kWh elektrischen Stroms. Die Baukosten des armenischen Abschnitts, dessen Kosten auf 35 Mio. US-Dollar geschätzt wurden, werden zu 80 % von der Iranischen Entwicklungsbank kreditfinanziert.
Der Bau dieser Pipeline war das erste Mal, dass Russland und Gazprom in einem Nachfolgestaat der früheren Sowjetunion Gaslieferungen Dritter akzeptierte. Im Jahre 2006 vereinbarten der russische Präsident Wladimir Putin und der armenische Präsident Robert Kotscharjan, dass das armenische Teilstück der Pipeline von der Gasprom-Tochter Armrosgazprom betrieben würde, so dass die Kontrolle über den armenischen Gasmarkt praktisch in Moskau blieb. Es war geplant, die Pipeline bis zum Jahr 2009 um etwa 100 km bis Zentralarmenien zu verlängern, wo sie mit dem bereits existierenden armenischen Gasnetz verbunden werden könnte, das wie etwa 80 % der Infrastruktur zur Energieversorgung Armeniens bereits von Gazprom betrieben wird.